# Torularia richardsonii
Torularia richardsonii là một loài thực vật có hoa trong họ Cải. Loài này được (Rydb.) Á. Löve & D. Löve miêu tả khoa học đầu tiên năm 1975.